# Rudka-Sanatorium
Rudka-Sanatorium – osada w Polsce położona w województwie mazowieckim, w powiecie mińskim, w gminie Mrozy.
Wierni Kościoła rzymskokatolickiego należą do parafii Matki Boskiej Nieustającej Pomocy w Guzewie.